# 哈伯氏魮
哈伯氏魮（学名：Labeobarbus habereri）为輻鰭魚綱鯉形目鲤科的其中一種，分布於非洲剛果河流域，體長可達16.2公分，棲息在中底層水域。